# Macrobrachium placidum
Macrobrachium placidum är en kräftdjursart som först beskrevs av De Man 1892.  Macrobrachium placidum ingår i släktet Macrobrachium och familjen Palaemonidae. Inga underarter finns listade i Catalogue of Life.